# Moskau Leningrader Bahnhof

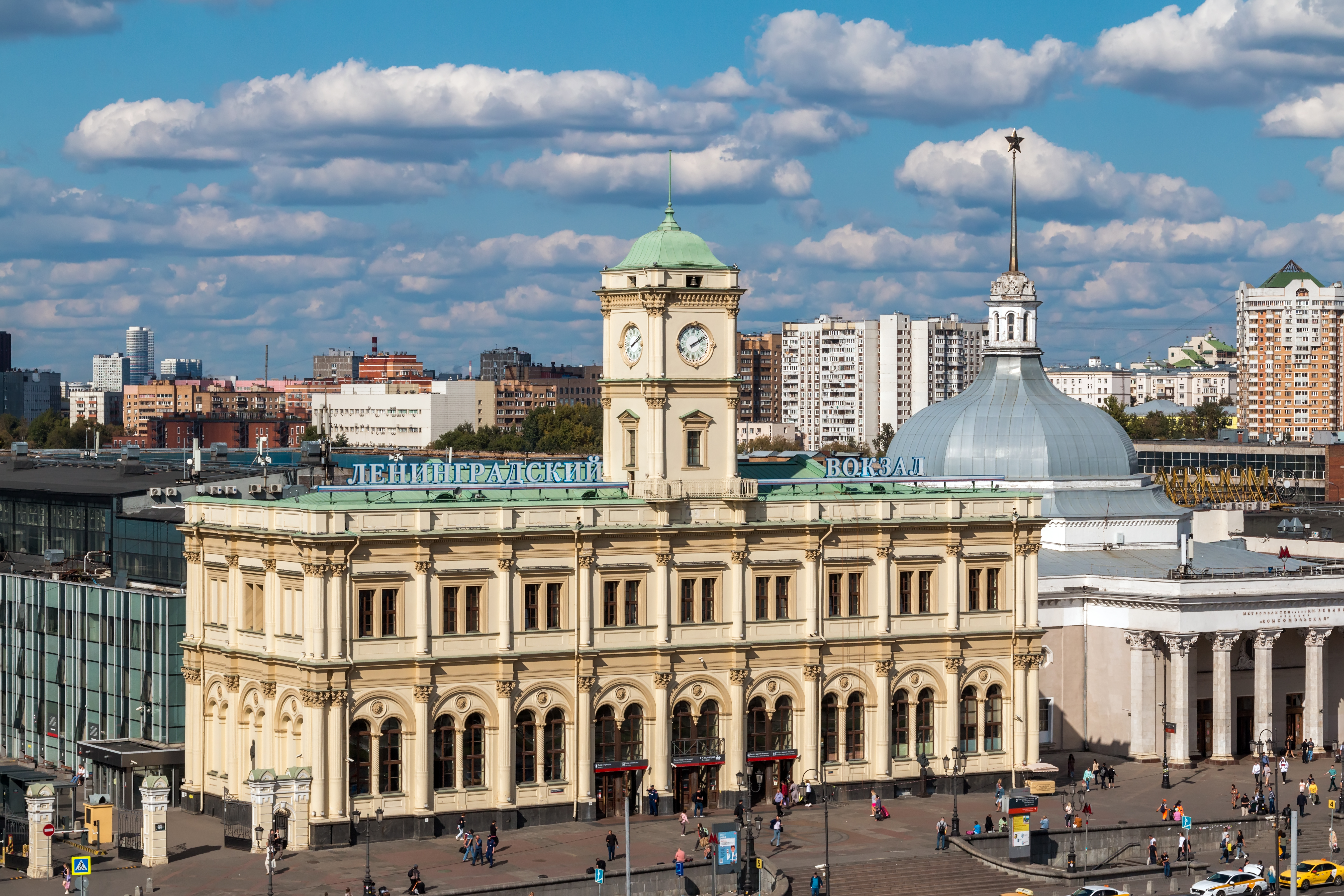
Bahnhofshalle des Leningrader Bahnhofs

Der Leningrader Bahnhof (russisch Ленинградский вокзал / Leningradski woksal) ist ein Fernbahnhof in der russischen Hauptstadt Moskau. Er wurde im Jahr 1851 fertiggestellt und ist damit der älteste Bahnhof Moskaus und einer der ältesten in ganz Russland.
Der Leningrader Bahnhof ist ein Kopfbahnhof und Endpunkt der Bahnstrecke Sankt Petersburg–Moskau. Er hieß von 1855 bis 1923 Nikolajewskij (Никола́евский); und von 1923 bis 1937 Oktjabrskij (Октя́брьский). Namensgebend für ihn ist Leningrad, wie die Stadt Sankt Petersburg, in der diese Strecke beginnt, von 1924 bis 1991 hieß. Im Fahrplan wird er unter der Bezeichnung Oktjabrskaja geführt.
Das Bahnhofsgebäude liegt am Komsomolskaja-Platz, dem wichtigsten Schienenverkehrsknotenpunkt der Stadt, an dem sich auch der Kasaner und der Jaroslawler Bahnhof sowie der Regionalbahnhof Kalantschowskaja befinden. In unmittelbarer Nähe des Bahnhofs liegen zwei Metrostationen.

## Geschichte

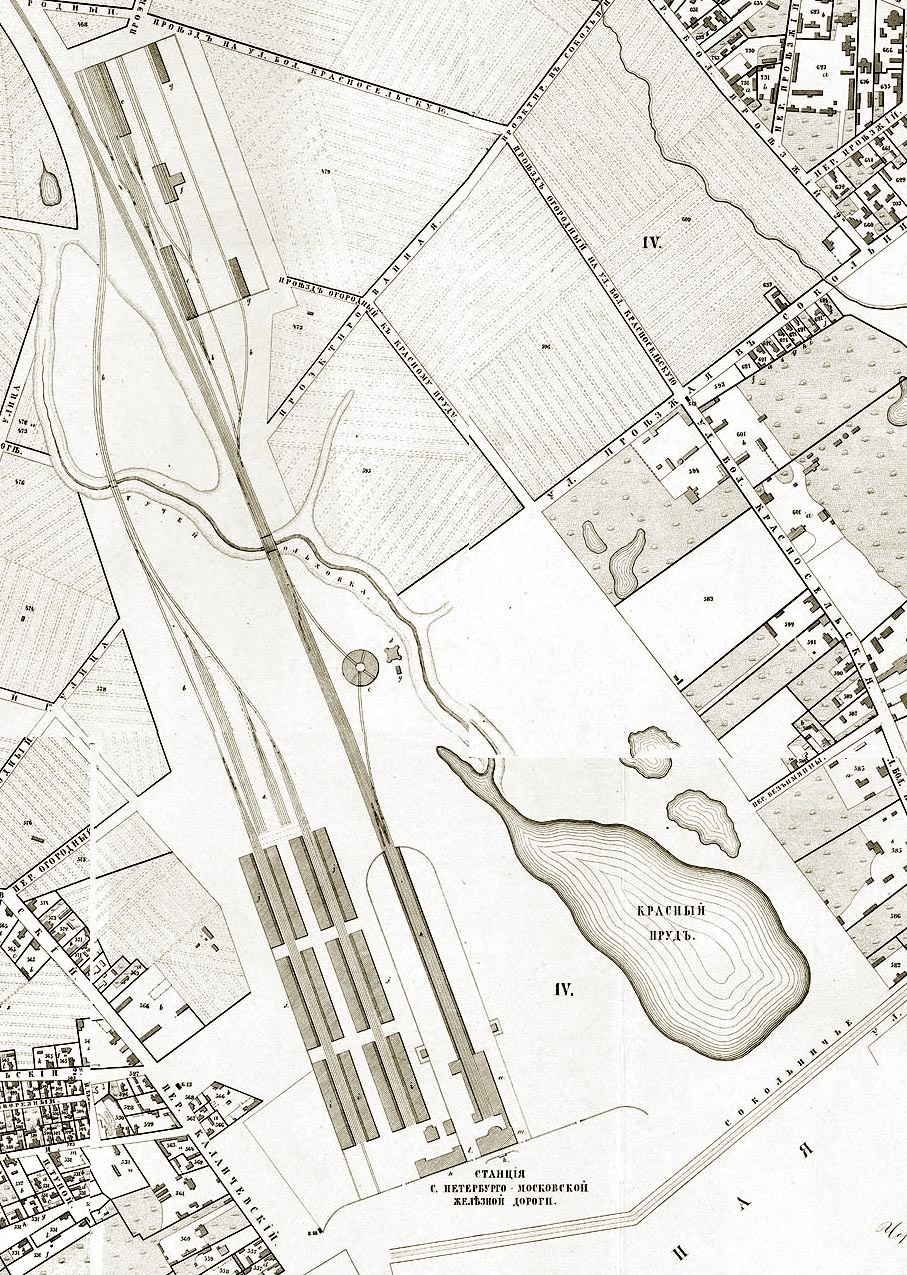
Lageplan des Nikolaibahnhofs, 1853

Die Bahnstrecke Sankt Petersburg–Moskau, oft mit ihrem historischen Namen Nikolaibahn genannt, ist die zweitälteste Eisenbahnstrecke in Russland. Sie wurde in den Jahren 1842 bis 1851 verlegt und verband seit ihrer Fertigstellung die beiden größten Städte des Russischen Zarenreichs auf kürzestmöglichem Wege, fast ohne eine einzige Kurve. Im Zuge der Errichtung der Bahnlinie wurden an ihr insgesamt 36 Bahnhöfe gebaut. Für den Endbahnhof in Moskau wurde ein ausgedehntes brachliegendes Gelände nahe der nordöstlichen Stadtgrenze ausgewählt. Für den Entwurf wurde ein Ideenwettbewerb ausgeschrieben, den 1844 der Architekt Konstantin Thon (bekannt unter anderem auch für die Moskauer Christ-Erlöser-Kathedrale) gewann. Die Bauarbeiten begannen unter seiner Leitung 1844 und wurden im Sommer 1851 abgeschlossen.
Das Empfangsgebäude des Nikolaibahnhofs – so wurde die Station 1855 nach dem Tod des Zaren Nikolaus I. zum Gedenken an ihn benannt – ist heute das einzige von den drei Kopfbahnhöfen am Komsomolskaja-Platz, das weitgehend im Originalzustand erhalten geblieben ist. Der Bahnhof wurde zusammen mit der offiziellen Inbetriebnahme der Bahnstrecke am 1. November 1851 für Fahrgäste eröffnet und beinhaltete damals hinter der vorderen Fassade des Empfangsgebäudes zwei überdachte Seitenbahnsteige – einen für die Abfahrt und einen für die Ankunft der Züge – und zwei Gleise. Außerdem wurden im Gebäude mehrere Wartehallen für Passagiere der ersten, der zweiten und der dritten Klasse eingerichtet, außerdem ein Gepäckaufbewahrungsraum sowie Räumlichkeiten speziell für die Zarenfamilie.
Größere Umbauten wurden am Bahnhof in den 1930er- und den 1970er-Jahren vorgenommen. Mitte der 1930er-Jahre wurden die Gleisanlagen und die Bahnsteige erweitert, das Empfangsgebäude erhielt zusätzliche Fahrkartenschalter und Einrichtungen wie Auskunftsschalter, Post und Sparkasse. Außerdem wurde 1935 in Bahnhofsnähe die Metrostation Komsomolskaja errichtet. 1977 erhielt das Empfangsgebäude einen zusätzlichen Seitenbau, darüber hinaus wurde die alte Bahnsteighalle in das Empfangsgebäude integriert und zum Hauptwartesaal umgebaut.
In seiner Geschichte hat der Bahnhof mehrmals seinen Namen gewechselt. Wenige Monate nach der Oktoberrevolution 1917 verlor die Nikolaibahn ihre an die Zarenherrschaft erinnernde Bezeichnung und wurde zum Gedenken an die Revolution in „Oktoberbahn“ (russ. Октябрьская железная дорога) umbenannt; dementsprechend hieß der Bahnhof seitdem „Oktoberbahnhof“. In 1937 bekam der Bahnhof den Namen „Leningrader Bahnhof“, den er auch nach 1991, trotz der Umbenennung der Stadt in Sankt Petersburg, behielt. Auch heute ist noch die Statue Lenins in der Wartehalle vorhanden.

## Architektur
Der Architekt des Empfangsgebäudes des Leningrader Bahnhofs war Konstantin Thon; er hatte das Gebäude entworfen und leitete den Bahnhofsbau von 1842 bis 1847. Besonders auffallend an dem ältesten Moskauer Bahnhofsgebäude ist, dass es beim Blick auf die Hauptfassade ein für Bahnhofsbauten eher untypisches Aussehen aufweist. Teilweise erinnert seine symmetrische Konstruktion mit relativ unauffälligen Eingangsportalen und einem zentralen Uhrturm an ein historisches Rathausgebäude. Insgesamt gilt der Baustil des Leningrader Bahnhofsgebäudes als eine Mischung aus italienischer Renaissance und traditioneller altmoskauer Baukunst.
Parallel mit dem Kopfbahnhof in Moskau wurde beim Bau der Nikolaibahn ein architektonisch sehr ähnlicher Bahnhof in Sankt Petersburg gebaut, der auch heute den Namen „Moskowski Woksal“ (auf Deutsch: Moskauer Bahnhof) trägt. Das Empfangsgebäude dieses Bahnhofs, das ebenfalls von Konstantin Thon konzipiert wurde, wirkt wie eine etwas vergrößerte Kopie des Leningrader Bahnhofs in Moskau: Auch dort ist die Hauptfassade symmetrisch um den zentralen Uhrturm angeordnet, wobei sich die Anzahl der Bogenportale am Erdgeschoss des Gebäudes auf elf statt wie beim Leningrader Bahnhof auf neun beläuft.

## Zugverkehr
Heute bestehen die Gleisanlagen des Leningrader Bahnhofs aus zehn Gleisen, von denen fünf für die Abfertigung von Fern- und die anderen fünf für Nahverkehrszüge verwendet werden. Das Hauptfahrtziel der Fernzüge, die von hier aus starten, ist nach wie vor Sankt Petersburg; dorthin verkehren auch mehrere Schnellzüge täglich. Weitere Fernverbindungen bestehen unter anderem nach Weliki Nowgorod, Petrosawodsk, Murmansk, Helsinki und Tallinn. Mit Nahverkehrszügen (auch Elektritschki genannt) bestehen Direktverbindungen unter anderem nach Selenograd, Solnetschnogorsk, Klin, Konakowo und Twer. Insgesamt werden am Leningrader Bahnhof pro Tag 43 Zugpaare im Fernverkehr und 110 im Nahverkehr abgefertigt.